# Lecane punctata
Lecane punctata är en hjuldjursart som först beskrevs av Murray 1913.  Lecane punctata ingår i släktet Lecane och familjen Lecanidae. Inga underarter finns listade i Catalogue of Life.